# Phanerochaete percitrina
Phanerochaete percitrina är en svampart som beskrevs av P. Roberts & Hjortstam 2000. Phanerochaete percitrina ingår i släktet Phanerochaete och familjen Phanerochaetaceae.   Inga underarter finns listade i Catalogue of Life.